# Drew Ferguson
Drew Ferguson, né le 15 novembre 1966 à Langdale, est un homme politique américain, élu républicain de Géorgie à la Chambre des représentants des États-Unis de 2017 à 2025.